# Besakoa
Besakoa är en flygplats i Madagaskar. Den ligger i den norra delen av landet, 400 km norr om huvudstaden Antananarivo. Besakoa ligger 13 meter över havet.
Terrängen runt Besakoa är mycket platt. Runt Besakoa är det glesbefolkat, med 10 invånare per kvadratkilometer. Omgivningarna runt Besakoa är huvudsakligen savann.